# Monika Hamann
Monika Hamann, geb. Meyer (* 8. Juni 1954 in Waren an der Müritz), ist eine deutsche Leichtathletin, die – für die DDR startend – bei den Europameisterschaften 1978 in Prag die Bronzemedaille mit der 4-mal-100-Meter-Staffel gewann (44,4 s; zusammen mit Johanna Klier, Carla Bodendorf, Marlies Göhr). Jeweils Vierte dieser Europameisterschaften wurde sie im 100-Meter-Lauf und im 200-Meter-Lauf.
1976 wurde sie DDR-Meisterin über 100 Meter.
Sie startete auch bei den Europameisterschaften 1971 in Helsinki im 100-Meter-Lauf und schied dort im Halbfinale aus.
1975 gewann sie in 7,24 s bei den Halleneuropameisterschaften in Kattowitz über 60 Meter Silber hinter der Britin Andrea Lynch und vor der Polin Irena Szewińska.
Monika Hamann gehörte dem SC Neubrandenburg an. In ihrer Wettkampfzeit war sie 1,70 m groß und 61 kg schwer.

## Bestleistungen
- 100 Meter: 11,03 s (1976 in Dresden)
- 200 Meter: 22,76 s (1978 in Prag)